# Salim Mohammed
Salim Mohammed (nascido em 9 de setembro de 1946) é um ex-ciclista trinitário-tobagense que competiu para Trinidad e Tobago nos Jogos Olímpicos de Verão de 1968 na prova de perseguição por equipes (4 000 m).